# Salam Babaris (kecamatan)
Salam Babaris (indonez. Kecamatan Salam Babaris) – kecamatan w kabupatenie Tapin w prowincji Borneo Południowe w Indonezji.
Kecamatan ten graniczy od północnego wschodu z kecamatanem Bungur, od wschodu z kabupatenem Banjar, od południa z kecamatanami Hatungun i Binuang, a od zachodu z kecamatanem Tapin Selatan.
W 2010 roku kecamatan ten zamieszkiwało 11 063 osób, z których 5 703 stanowili mężczyźni, a 5 360 kobiety. 10 913 osób wyznawało islam, a 135 chrześcijaństwo.
Znajdują się tutaj miejscowości: Kambang Habang Baru, Kambang Habang Lama, Pantai Cabe, Salam Babaris, Suato Baru, Suato Lama.